# Saghacetus osiris
Il saghaceto (Saghacetus osiris) è un cetaceo estinto, appartenente ai basilosauridi. Visse nell'Eocene superiore (Priaboniano, circa 37 - 34 milioni di anni fa) e i suoi resti fossili sono stati ritrovati in Egitto. 

## Descrizione
Questo animale era di dimensioni inferiori rispetto a quelle della maggior parte dei suoi parenti (i basilosauridi) e non doveva oltrepassare i 5 metri di lunghezza. Il corpo era moderatamente allungato; il cranio, piuttosto allungato, era armato di formidabili denti cuspidati e aguzzi. Rispetto ad altre forme simili come Dorudon e Stromerius, questo animale possedeva vertebre caudali anteriori e vertebre lombari leggermente allungate, vagamente simili a quelle di Basilosaurus. 

## Classificazione
Il genere Saghacetus è noto esclusivamente per numerosi fossili ritrovati nella formazione Qasr el Sagha, in Egitto, risalente all'Eocene superiore (Priaboniano). 

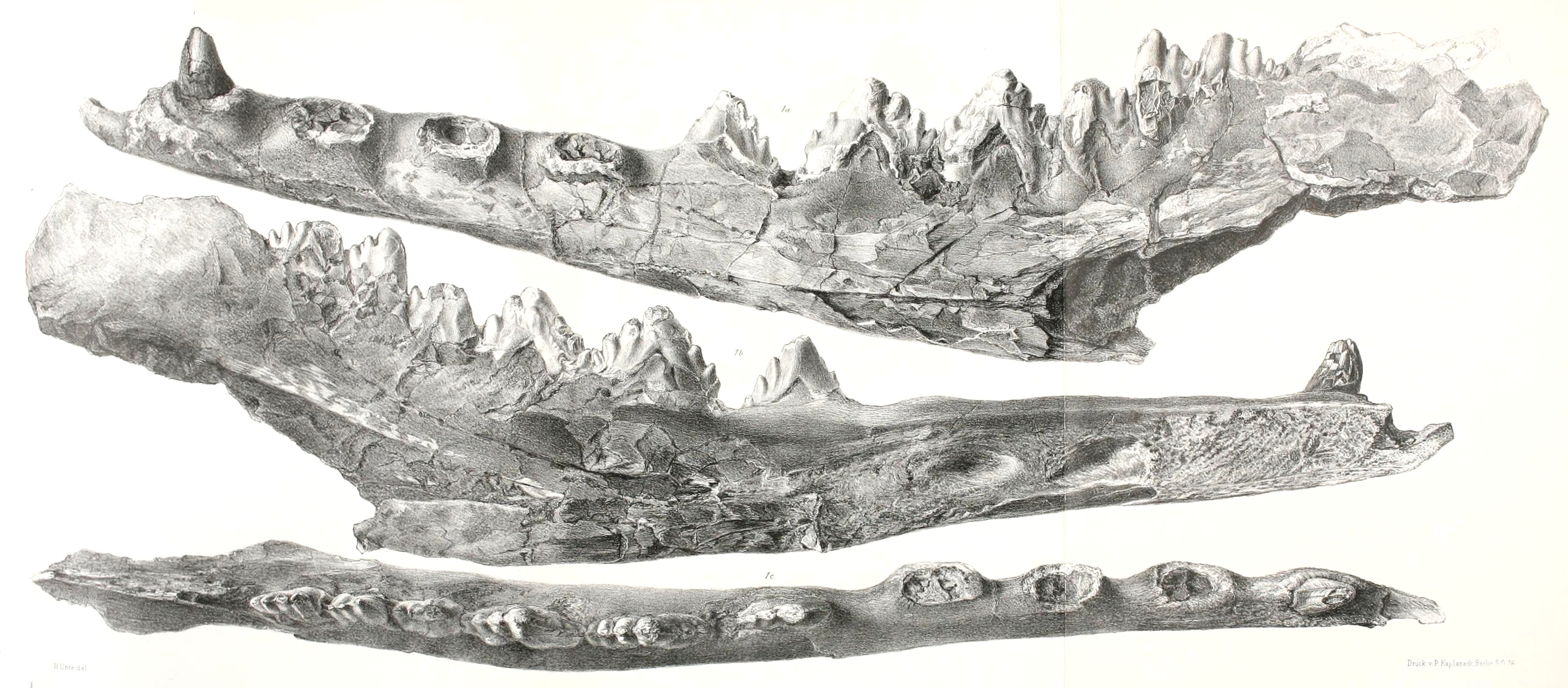
Illustrazione dell'olotipo di Saghacetus osiris

Nel 1879, il botanico tedesco Georg August Schweinfurth partì alla volta dell'Africa e trascorse molti anni ad esplorare il continente; alla fine scoprì i primi fossili di cetaceo in Egitto. Schweinfurth visitò Qasr el Sagha nel 1884 e nel 1886, ma mancò l'ormai famosa Valle delle balene per alcuni chilometri. Il paleontologo tedesco Wilhelm Dames descrisse il materiale rinvenuto dal collega, tra cui una mandibola ben conservata, che divenne l'olotipo di Saghacetus osiris (inizialmente noto come Zeuglodon osiris). 
Il nome generico Saghacetus è stato istituito da Gingerich nel 1992, per raggruppare le specie precedentemente attribuite a Dorudon: D. osiris, D. zitteli, D. sensitivius e D. elliotsmithii. Lo studioso le incluse in una singola specie, Saghacetus osiris. 
Saghacetus è affine, ma non identico, a Dorudon: le minori dimensioni e le caratteristiche delle vertebre permettono di classificarlo come un genere a sé stante nell'ambito dei dorudontini (Dorudontinae), un gruppo di cetacei basilosauridi solitamente di dimensioni ridotte e dalle vertebre piuttosto corte.